# Cinzia Fiorato
Cinzia Fiorato (Monterotondo, 9 gennaio 1966) è una giornalista e conduttrice televisiva italiana.

## Biografia
Dal 1994 è iscritta all'albo dei giornalisti professionisti. Conduttrice, caposervizio e inviata del TG1, dal 2004 è abilitata dalla Rai alle zone di crisi e di guerra. Ha curato e condotto la rubrica del TG1 Miti d'oggi. Nella stagione 2008-2009 è stata tra i conduttori di Unomattina su Rai 1. Nel 2009 è tornata alla conduzione del TG1. Dal 2010 è agli Speciali TG1, dove si occupa di cultura e spettacolo con particolare riferimento alla musica. È membro della commissione Pari Opportunità dell'Associazione Stampa Romana.
Nel giugno 2024 cura il servizio "il codice Troisi" in memoria di Massimo Troisi.

## Riconoscimenti
- Personalità Europea 1991
- Golfo d'Oro 2005
- Labor 2007
- Magna Grecia Awards 2008
- Personalità Europea 2008
- Telegiornalista dell'anno 2008
- Posidone 2009
- Gullace Pericle d'oro alla legalità 2011
- Internazionale Targa d'Argento “Antonietta Labisi” 2014
- Pianeta Azzurro 2019
- Per le donne Alle Donne 2019
- Giornalista Musicale dell'anno MEI 2019